# Codice ATC V04
Il codice ATC V04  "Agenti diagnosticI" è un sottogruppo terapeutico del sistema di classificazione Anatomico Terapeutico e Chimico, un sistema di codici alfanumerici sviluppato dall'OMS per la classificazione dei farmaci e altri prodotti medici. Il sottogruppo V04 fa parte del gruppo anatomico V dei Farmaci Vari.
Codici per uso veterinario (codici ATCvet) possono essere creati ponendo la lettera Q di fronte al codice ATC umano: QV ... I codici ATCvet senza corrispondente codice ATC umano sono riportati nella lista seguente con la Q iniziale.
Numeri nazionali della classificazione ATC possono includere codici aggiuntivi non presenti in questa lista, che segue la versione OMS.

## V04B Test per le urine
Grupo vuoto

## V04C Altri agenti diagnostici

### V04CA Test per il diabete
V04CA01 Tolbutamide
V04CA02 Glucosio

### V04CB Test per l'assorbimento dei grassi
V04CB01 Vitamina A concentrata

### V04CC Test per pervietà del dotto biliare
V04CC01 Sorbitolo
V04CC02 Solfato di magnesio
V04CC03 Sincalide
V04CC04 Ceruletide

### V04CD Test per la funzione pituitaria
V04CD01 Metirapone
V04CD03 Sermorelina
V04CD04 Corticorelina
V04CD05 Somatorelina
V04CD06 Macimorelina

### V04CE Test per la capacità funzionale del fegato
V04CE01 Galattosio
V04CE02 Sulfobromoftaleina

### V04CF Diagnostici per la tubercolos
V04CF01 Tubercolina

### V04CG Test per la secrezione gastrica
V04CG01 Resina a scambio ionico
V04CG02 Betazolo
V04CG03 Istamina fosfato
V04CG04 Pentagastrina
V04CG05 Cloruro di metiltioninio
V04CG30 Caffeina e benzoato di sodio

### V04CH Test per la funzionalità renale e per le lesioni ureterali
V04CH01 Inulina e altri polifruttosani
V04CH02 Indigo carminio
V04CH03 Fenolsulfonftaleina
V04CH04 Alsattide
V04CH30 Acido amminoippurico

### V04CJ Test per la funzionalità tiroidea
V04CJ01 Tirotropina
V04CJ02 Protirelina

### V04CK Test per la funzionalità pancreatica
V04CK01 Secretina
V04CK02 Pancreozimina (colecistochinina)
V04CK03 Bentiromide

### QV04CV Test per la funzionalità respiratoria
QV04CV01 Lobelina

### V04CM Test per i disturbi della fertilità
V04CM01 Gonadorelina